# HD 42936
HD 42936 là một hệ sao đôi gồm một ngôi sao dãy chính màu cam (loại K) và một ngôi sao lùn loại L chỉ đủ lớn để đốt cháy hydro, nằm cách chòm sao Sơn Án khoảng 153 năm ánh sáng, lấy tên chính là từ danh lục Henry Draper của nó.

## Lịch sử và danh pháp
Định danh HD 42936 được đặt từ Danh lục Henry Draper, dựa trên phân loại quang phổ được Annie Jump Cannon và các đồng nghiệp của bà thực hiện từ năm 1911 đến 1915, và được xuất bản từ năm 1918 đến 1924.

## Đặc trưng
Thành phần chính của HD 42936 là sao loại K, HD 42936 phát ra ánh sáng có màu cam.

## Hệ hành tinh
Năm 2019, một phân tích được thực hiện bởi một nhóm các nhà thiên văn học do John R. Barnes của Dự án Hành tinh phân tán (DMPP) chỉ đạo đã xác nhận sự tồn tại của một siêu Trái đất  trên quỹ đạo quanh HD 42936 A (DMPP-3).
| Thiên thể đồng hành (thứ tự từ ngôi sao ra) | Khối lượng            | Bán trục lớn (AU)  | Chu kỳ quỹ đạo (ngày)  | Độ lệch tâm | Độ nghiêng | Bán kính |
| ------------------------------------------- | --------------------- | ------------------ | ---------------------- | ----------- | ---------- | -------- |
| Ab                                          | ≥ 2,58 +0,35 −0,58 M🜨 | 0,0662 +0,02 −0,02 | 6,6732 +0,0011 −0,0003 | 0,14        | —          | —        |